# George (Cap Occidental)
George és una ciutat de la província de Cap Occidental a Sud-àfrica. La ciutat és una popular destinació turística i centre de conferències, i centre administratiu i comercial de la Garden Route.
La ciutat es troba entre Ciutat del Cap i Port Elizabeth a la Garden Route. Es troba entre les muntanyes Outeniqua al nord i l'oceà Índic al sud. La localitat de Pacaltsdorp es troba al sud.

## Història

### Seglesxviiiixix
La ciutat de George es va establir a conseqüència de la creixent demanda de fusta utilitzada per a la construcció, el transport i el mobiliari. El 1776 la Companyia holandesa de les Índies Orientals va establir un punt avançat per al subministrament de fusta; es creu que la seva localització es troba a l'oest de York Street. L'enclavament de fusta tenia el seu propi Poshouer (mànager), a uns 12 llenyataires, un ferrer, un constructor de carrosses i uns 200 bous, a més a més de les famílies.
Després de 1795 i de l'ocupació de la colònia del Cap per part de l'Imperi Britànic, es va designar un propietari per l'extensa àrea de boscos de la zona. Després de la segona ocupació britànica el 1806, es va decidir que la magistratura de Swellendam era massa gran i s'havia de subdividir. George va ser triat a causa de la disponibilitat d'aigua de bona qualitat. El 1811 George va ser declarat un districte i Adriaan Geysbertus van Kervel nomenat el primer Landrost (jutge); és en aquest moment quan la ciutat va rebre el seu nom actual, George, per part de Du Pre Alexander, segon comte de Caledònia, governador de la colònia de Ciutat del Cap el dia de Sant Jordi, el 23 d'abril del 1811, portant el nom del monarca britànic regnant, el Rei Jordi III.
Una de les primeres accions de Van Kervel com a alcalde va ser omplir els primers 36 lots de terreny amb aigua. El 1819, un plànol mostra els solcs originals d'emmagatzematge de la presa, on romanen fins als nostres dies a la Garden Route. El primer solc es va originar al Rooirivier (riu Vermell) i més tard un abocador de distracció va ser construït en el riu Camphersdrift. George va aconseguir la condició de municipi el 1937.
A partir del 1772 hi va haver una afluència gradual decolons, la intenció dels quals era guanyar-se la vida als boscos. Aquests eren majoritàriament descendents dels colons holandesos. En els primers dies de vida, les inquietuds de la gent giraven al voltant de la indústria de la fusta i dels rics boscos de la rodalia. Va ser la dramàtica millora de les comunicacions - les carreteres, tren i aire eclipsant l'ox-wagon i vapors costaners del segle xix - que exposen altres encants i els recursos de la regió i va donar lloc a un creixement sense precedents per a la ciutat.